# Porte des Lilas
Porte des Lilas é um filme de drama franco-italiano de 1957. Foi indicado ao Oscar de melhor filme estrangeiro na edição de 1958, representando a França.

## Elenco
- Pierre Brasseur - Juju
- Georges Brassens - Artiste
- Henri Vidal - Pierre Barbier
- Dany Carrel - Maria
- Raymond Bussières - Alphonse
- Gabrielle Fontan - Madame Sabatier
- Amédée - Paulo
- Annette Poivre - Nénette
- Alain Bouvette - Amigo de Paulo
- Alice Tissot